# Катарина Недељковић
Катарина Недељковић (Крагујевац, 1989) српски је ликовни уметник.

## Биографија
Завршила је средњу Уметничку школу у Нишу и дипломирала на Филолошко-уметничком факултету у Крагујевцу, одсек за Примењену уметност, смер зидно сликарство, у класи професора Жељка Ђуровића. Мастер студије завршава на истом факултету 2015. године под менторством професора др Бојана Оташевића.
Запослена као асистент на истом факултету, на предметима Анатомско цртање, Акт и Цртање и сликање. Докторант је на Универзитету уметности у Београду.
Члан Удружења ликовних уметника Србије УЛУС од 2015. године.

## Галерија
- Imperative slave II - цртеж, комбинована техника, микс медији 150x90cm, 2014.
- Fuzionisano staklo (детаљ)
- Communication (diptih) - цртеж, светлосни цртеж, микс медији 150x160cm, 2015.
- Anxious - угљен на папиру, 100x70cm, 2013.
- Melansholy - цртеж, угљен на папиру, 100x70cm, 2014.
- Narcissus II- цртеж, угљен на папиру, 100x70cm, 2015.
- Vanity- цртеж, угљен на папиру, 100x70cm, 2014.
- Exploited - цртеж, угљен на папиру, 100x70cm, 2014.
- Communication - уље на платну 300x200 cm, 2015.
- Media slave - цртеж, микс медији 150x70x10cm, 2012.

## Самосталне изложбе
- 2016. Изложба инсталација, Ликовни салон Културног центра Новог Сада
- 2015. Изложба цртежа и инсталација „Imperative slaves”, Центар за културу „Градац”, Рашка
- 2014. Изложба цртежа и инсталација „”, галерија „Мостови Балкана”, Крагујевац[2]
- 2014. Изложба цртежа и инсталација „”, галерија Арт55, Ниш[тражи се извор]
- 2014. Изложба цртежа, Београдска тврђава „Стамбол капија”

## Колективне изложбе (избор)
- 2016.

Божићна изложба наставника и сарадника Универзитета у Крагујевцу, Универзитетска галерија, Крагујевац
Изложба студентских радова одсека за примењену и ликовну уметност Филолошко-уметничког факултета у Крагујевцу, Културни центар Краљево
- 2015.

Нишки цртеж „Б+1” Галерија Савремене ликовне уметности, Ниш
Тријенале цртежа и мале пластике, павиљон „Цвијета Зузорић”, Београд
Изложба Мастер радова студената Филолошко- уметничког факултета, Одсек за примењену уметност, Универзитетска галерија, Крагујевац
Ниш Арт Фондација „Изложба Млади”,Галерија Савремене ликовне уметности „Србија” Ниш; „Кућа Легата”, Београд
Пролећна изложба чланова Удружења ликовних уметника Србије УЛУС
Бијенале студентског цртежа, Дом културе Студентски град, Београд
Годишња изложба Галерије „Арт”, Крагујевац
Репрезентативна изложба најбољих студената студената Филолошко-уметничког факултета, Одсек за примењену уметност, Народни музеј, Крагујевац
Изложба новопримљених чланова Удружења ликовних уметника Србије УЛУС, павиљон „Цвијета Зузорић”, Београд
- 2014.

Нишки цртеж, Галерија Савремене ликовне уметности, Ниш
Годишња изложба Галерије „Арт”, Крагујевац
- 2013.

Ниш Арт Фондација „Изложба Млади”, Ниш, Београд, Нови Сад
 међународни фестивал Ш.У.Н.Д. фестивал, Фабрица Брацо де Прата, Лисабон, Португал
„”, Галерија Прогрес, Београд
„Из циклуса професор и студенти”, Галерија СКЦ, Београд
- 2012.

 Бијенале мозаика „Траг епоха”, Галерија СКЦ, Нови Београд
Ниш Арт Фондација „Изложба Млади”, Ниш, Београд, Нови Сад
Изложба мозаика, СКЦ Галерија Крагујевац
 међународни фестивал уметности Ш.У.Н.Д. (ШтаУметностНудиДруштву), СКЦ, Београд
, Изложба цртежа и слика, Уметнички кутак, Крагујевац
„12”, изложба дипломских радова класе проф. Жељка Ђуровића, Народна библиотека „Вук Караџић”, Крагујевац
- 2011.

Ниш Арт Фондација „Изложба Млади”, Ниш, Београд, Нови Сад
 међународни фестивал уметности Ш.У.Н.Д. (ШтаУметностНудиДруштву), АртЦЕНТАР, Београд
„Широком стазом од Србије до Јапана”, Београд
- 2010.

„Еротика”, СКЦ, Крагујевац
Изложба цртежа студената из класе проф. Жељка Ђуровића „Студентски живот”, 2010. Међународни мултимедијални фестивал ПатосОФФирање, Културни центар Смедерево
- 2009.

Бијенале студентског цртежа, Галерија Студентски град, Београд